# 流口镇 (休宁县)
流口镇，是中华人民共和国安徽省黄山市休宁县下辖的一个乡镇级行政单位。

## 行政区划
流口镇下辖以下地区：
流口村、茗洲村和黄三村。